# کیمه-نو-کاتا
کیمه-نو-کاتا (به ژاپنی: 極の形)-(به انگلیسی: Kime-no-kata) یکی از فنون و تکنیک‌های دستهٔ کاتا رشتهٔ ورزشی جودو است که در زیردستهٔ جودو دسته‌بندی می‌شود. 